# Dzibanché

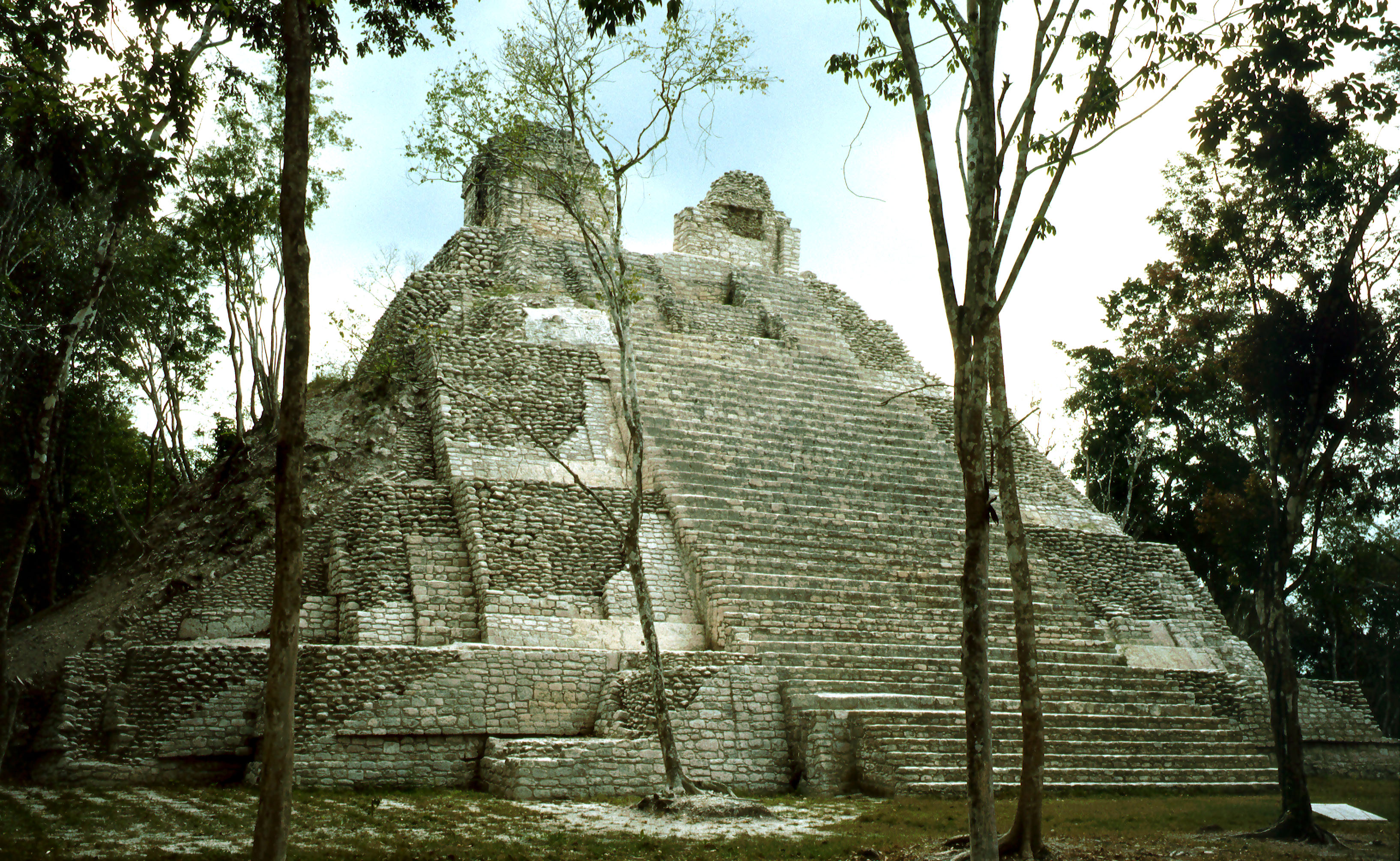
Dzibanché : Édifice 1 (Templo del Búho)

Dzibanché, également orthographié Tz'ibanche, est un site archéologique maya situé dans l'État mexicain de Quintana Roo, à l'ouest de Bacalar. Il a été découvert par Thomas Gann en 1927.

## Toponymie
Son nom signifie «écriture sur bois». C'est Thomas Gann qui l'a baptisé ainsi à cause du linteau en bois sculpté de glyphes de l'Édifice 6.

## Le site
L'INAH y a mené des fouilles depuis 1987 sous la direction de Enrique Nalda. L'Édifice E-2 (aussi appelé Templo de los Cormoranes) est la structure la plus haute du site. On y a retrouvé des stucs dont l'iconographie s'apparente à celle de Teotihuacan. L'escalier hiéroglyphique de l'Édifice 13 (aussi appelé Edificio de Los Cautivos), qui mentionne Yuknoom Ch'een I, un souverain de Calakmul laisse penser que Dzibanché était une vassale de cette dernière.

## Galerie

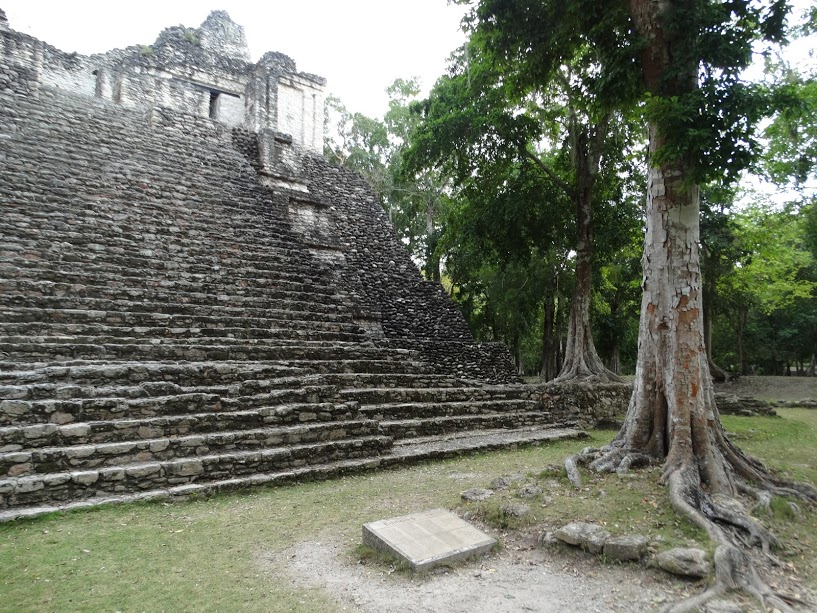
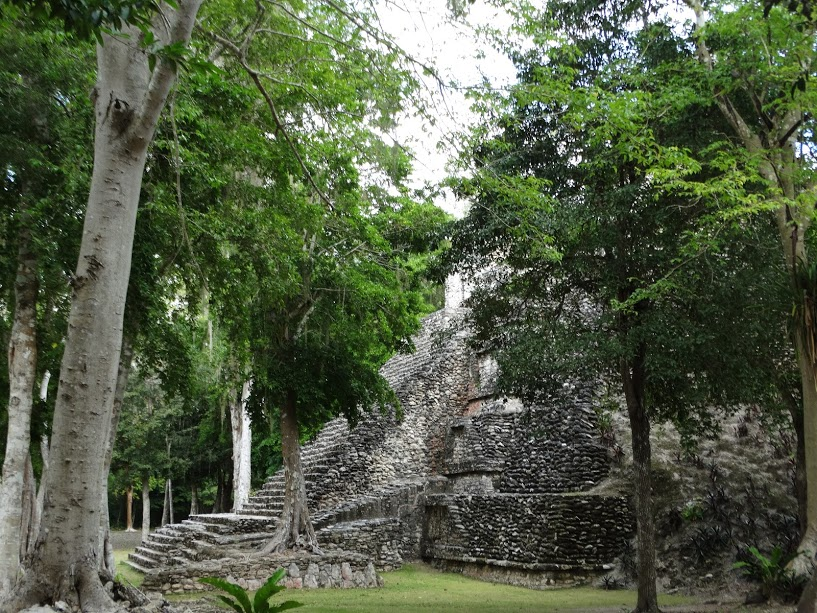
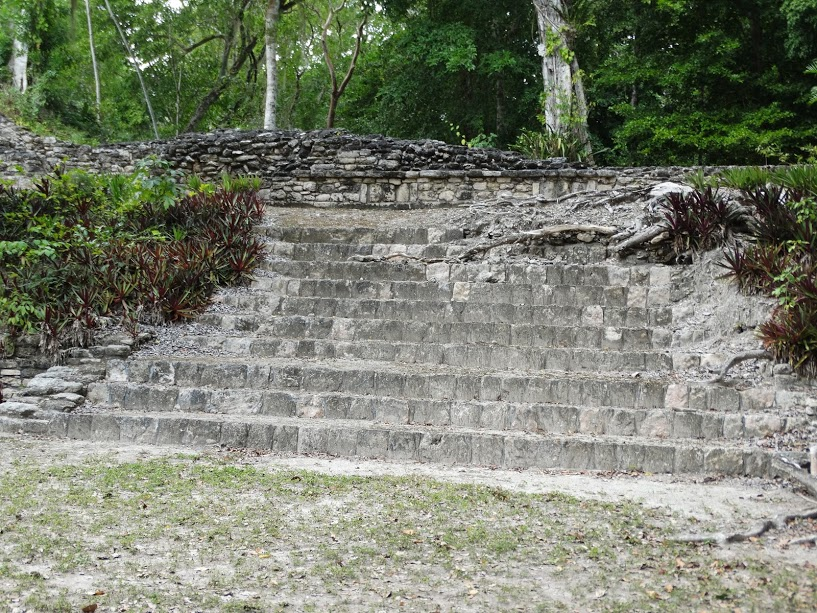
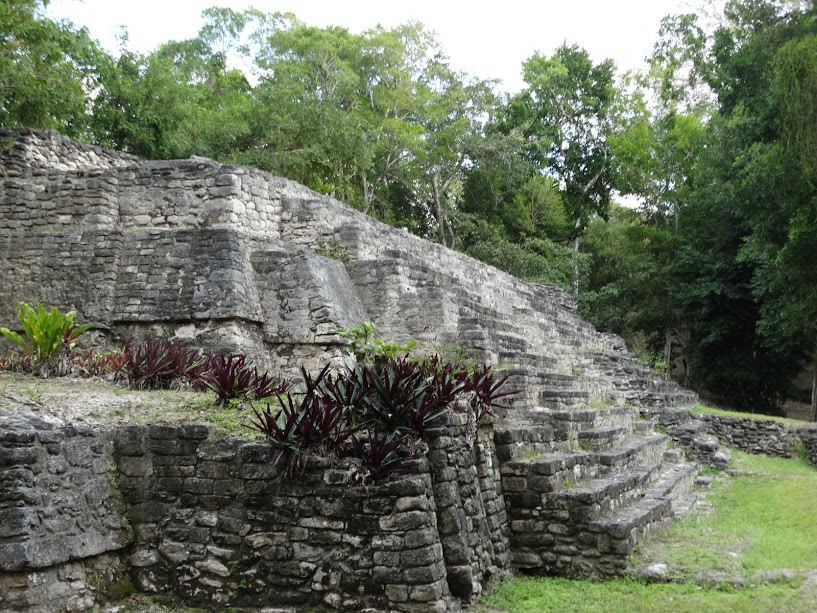
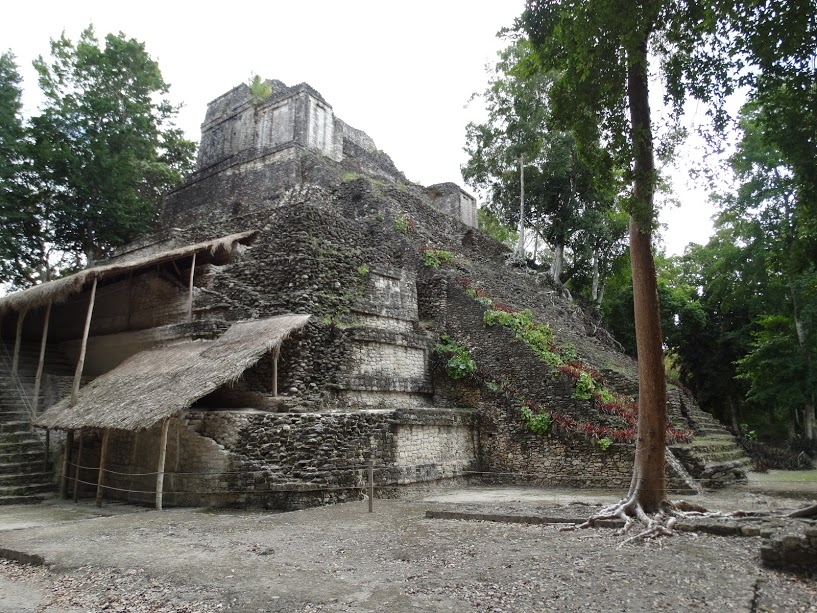